# David Tanner
David Tanner (ur. 30 września 1984 w Melbourne) – australijski kolarz szosowy, zawodnik profesjonalnej grupy IAM Cycling.

## Najważniejsze osiągnięcia
2005
- 2. miejsce w Les Boucles de l'Artois

2007
- 2. miejsce w La Roue Tourangelle
- 2. miejsce w Tour du Gévaudan
  - 1. miejsce na 1. etapie
- 3. miejsce w Ronde de l'Oise

2009
- 10. miejsce w Herald Sun Tour

2010
- 1. miejsce na 2. etapie Tour de Beauce
- Zwycięzca klasyfikacji punktowej Tour of Utah
  - 1. miejsce na 1. etapie
- 2. miejsce w Tour of China
  - 1. miejsce na 2. etapie

2011
- 5. miejsce w Ster ZLM Toer
- 10. miejsce w Hel van het Mergelland

2015
- 1. miejsce na 2. etapie Tour of Austria
- 9. miejsce w Gran Premio di Lugano